# Дидие Пирони
Дидие Пирони (на френски: Didier Pironi) е френски пилот от Формула 1 и състезател по водомоторен спорт.
Докато се е състезавал, е нареждан сред надеждите на Франция за световен шампион във „Формула 1“. Има 72 състезания и 3 победи.

## Кариера

### Автомобилен спорт
Дебютира за „Тирел“ през 1978 г. и остава там 2 сезона. През 1980 г. е в „Лижие“. 1981 и 1982 години прекарва във „Ферари“.
Неговата кариера приключва през фаталната 1982 г. Първо след скандал със съотборника си Жил Вилньов след ГП на Сан Марино, където му открадва победата, на следващото състезание канадецът загива. В Гран При на Канада след сблъсък с Пирони загива и Рикардо Палети.
Пирони е фаворит за титлата, но след сблъсък на тренировка в германското ГП чупи краката си и това слага край на кариерата му във „Формула 1“. Въпреки това остава лидер в шампионата до последното състезание, в което обаче Кеке Розберг става шампион.
През 1986 г. Пирони се опитва да докаже, че се е възстановил и тества за AGS, но не показва достатъчно скорост и не е нает.

### Водомоторен спорт
Решава да се състезава с лодки-моторници. Намира смъртта си близо до остров Уайт при състезателен инцидент през 1987 г.